# كرسوع أسود الذيل
كرسوع أسود الذيل (الاسم العلمي: Himantopus melanurus) (بالإنجليزية: White-backed Stilt)‏ هو نوع من الطيور يتبع جنس الكرسوع من الفصيلة النكاتية.